# Ед Грин
Едвард „Ед” Грин је измишљени лик НБЦ-ове крими-драме Ред и закон који је створио Рене Балкер, а тумачио Џеси Л. Мартин. Појавио се у 202 епизоде (198 серије Ред и закон, 2 серије Ред и закон: Одељење за специјалне жртве и по 1 серија Ред и закон: Злочиначке намере и Ред и закон: Суђење пред поротом).

## О лику
Ед Грин је уведен као нови млађи ортак старијег детектива Ленија Бриска (Џери Орбак) и наследник Реја Кертиса (Бенџамин Брет). Због своје наклоности да извршава законска правила при хапшењу осумњичених, Еду су били мало наклоњени надређени, а он је у почетку веровао да је Бриско мало престар за делотворно истраживање злочина. Ед и Лени су се неколико пута жучно расправљали о Ленијевим способностима. Касније је, међутим, почео да верује и поштује ортака, а и смањио је своје неуобичајене истражитељске методе. Он и Бриско су се често шалили на рачун разлике својих година, Едовог ношења Ролекса и Ленијева два пропала брака. Едов број значке је 3472.
После пет заједничких година рада у серији, Лени је отишао у пензију, а на Еда је његово пензионисање утицало више него што је очекивао. Мало му је требало времена док се навикао на новог ортака Џоа Фонтану (Денис Ферина) чији је стил био мало оштрији од Брисковог. Међутим, на крају је Ед успео да смањи део напетости између Фонтане и њихове поручнице Аните ван Бјурен (Ш. Епата Меркерсон).
Крајем 15. сезоне, Ед је рањен на дужности и био у болници неколико недеља. Током опоравка, њега је мењао Ник Фалко (Мајкл Империоли). Одуство Еда из серије уведено је због Мартиновог поновног тумачења Бродвејске улоге Тома Колинса у филму Бохемија.
Ед је унапређен у старијег детектива после Фонтаниног одласка у пензију. Ортакиња му је постала Нина Кесиди (Милена Говић) упркос противљењу ван Бјуренове која је мислила да је Кесидијева превише неискусна да би била детективка Одељења за убиства. У почетку је и Ед имао исто мишљење, али како је време пролазило, њихов ортаклук постао је чвршћи и постали су опуштенији и пријатељски настројени једно према другом. Однос је, наравно, остао само послован.
После одласка Кесидијеве, Еду је ортак постао Сајрус Лупо (Џереми Систо). Едово реаговање на Лупа је било некако резервисано у почетку, поготово што им је први заједнички случај био самоубиство Луповог брата. Ед се противио да Лупо ради на случају, али је ван Бјуренова одлучила супротно. Међутим, после кратког времена, Еду је постало пријатније са Лупом као и са осталим ортацима. Половином сезоне, Ед је чак почео да зове Лупа "Лупс".
Четири епизоде пред крај 18. сезоне, Ед је био умешан у пуцњаву која је довела до његовог оптуживања и суђења, али су све оптужбе касније одбачене. Иако га је ван Бјуренова уверавала да је добродошао у полицији, Ед, несрећан што је прекршио "свако правило из правилника", одлучио је да напусти полицију. Лупо је добио Едово место старијег детектива, а детектив Кевин Бернард (Ентони Андерсон) из Бироа за унутрашњу контролу, који је истраживао Еда, постао је Лупов нови ортак.

## Личност
Ед представља повратак франшизе на дивљи лик, нешто као "Прљави Хари", какав је некад представљао Мајк Логан (Крис Нот). Између осталог, лик је склон и коцкању и често је путовао у Атлантикград због чега га је Бриско зезао.  У наредним епизодама откривено је да је Ед оставио коцкање, али му се вратио на кратко после Брисковог пензионисања и смрти.
Ед је повремено помињао да му је породица путовала светом јер му је отац нафтни инжењер и да је живео на Блиском истоку једно време као и у Абиџану и Обали Слоноваче. Такође је поменуо да је одрастао у побожној породици и открио је да му отац има Алцхајмерову болест. Мањи део породице му живи у Њујорку. У епизоди "Застој", ван Бјуренова је препоручила да Едова породица буде стављена под заштиту због одбеглог робијаша, а он јој је одговорио "Завршено. Пресељени су".
Ед је често извор разних података везаних за случајеве. Говори Шпански, мало Руски − "Довољно да збари рибу" − и прати популарну културу. Изгледа да има јако класично образовање.
Он је вегетаријанац због чега га Бриско често зеза.
До 1994. године био је полицијски службеник. Радио је у Одељењу за наркотике у Међуграду на Менхетну до 1997. године.

## Значајни догађаји
Родна дискриминација везивана је за лик Грина у неколико епизода. На пример, кад су Бриско и Грин истраживали рањавање једне полицајке, они су то повезали са Стивом Томасом, момком црнцем коме је брат убијен, а његово убиство проглашено као самоубиство и делотворно заташкано у полицији јер је момак био црнац. Грин је позван да сведочи на суду, а на крају епизоде је виђен како подсећа ван Бјуренову да је, иако његова смрт ствара кривицу кривима, Ерик ипак мртав.
Још једна тешкоћа са родном дискриминацијом повезана са Едом била је у епизоди "Предрасуда" где је један родиста убио црнца због таксија. Кад су Бриско и Грин претресли осумњиченом стан, Грин је хтео да га ухапси. Међутим, осумњичени га је гурнуо и рекао да хоће само да га Бриско хапси. ("Не ти, него он!").
Као и већина детектива који су дошли у серију после 1993. године, Грин носи Глок 19 као службено оружје.
Ван Бјуренова је казнила Грина јер је претерао током саслушања једног осумњиченог у случају побачаја јер се за фетус открило да има Даунов синдром. Кад је ван Бјуренова отишла, Грин је открио Лупу да је једном био верен и чекао дете. Урадили су испитивање плодове воде и "нису знали шта да раде", али је на крају урађен побачај.

## Награде и одликовања
Ово су орден и награда за заслуге које Ед добио што је приказано у епизоди "Игра оружјем" (15. сезона, 2. епизода):
|  | Награда америчке заставе                             |
|  | Награда за сјајно обављање дужности припадника СУП-а |

## Појављивања у другим ТВ серијама
- Ред и закон: Одељење за специјалне жртве
  - 1. сезона
    - Епизода 3: "Или само тако изгледа"
    - Епизода 15: "Право"
- Ред и закон: Злочиначке намере
  - 1. сезона
    - Епизода 7: "Отвор"
- Ред и закон: Суђење пред поротом
  - Епизода 8: "Костур"
- Енди Баркер, лични истражитељ
  - Епизода 5: "Велика несаница"